# Shinkyoku Sōkai Polyphonica
Shinkyoku Sōkai Polyphonica (神曲奏界ポリフォニカ?), también conocida simplemente como Polyphonica, es una novela visual japonesa creada por Ocelot y lanzada para PC el 28 de abril de 2006. Aparte del juego, varias series de novela ligeras se han creado, y una adaptación a manga se inició en marzo de 2007. Una adaptación a anime comenzó a transmitirse en Japón el 3 de abril de 2007. Otra adaptación del anime estuvo al aire entre abril y junio de 2009, y fue una precuela de los acontecimientos en el primer anime aunque se podría suponer que es otra ruta distinta.

## Argumento
En el continente de Polyphonica, los espíritus se materializan en el mundo, sobreviviendo con la música que reproducen los seres humanos, y conviviendo con ellos. Mientras que los espíritus no aparecen a menudo, algunos espíritus tienen el poder suficiente para materializarse en formas humanas o animales y convivir con los humanos.
Los Dantists, que tocan música especial llamada "Commandia", son ampliamente respetados en este mundo. Generalmente se encuentran en contrato con poderosos espíritus. La historia de Shinkyoku Sōkai Polyphonica gira en torno al Dantist, Phoron Tatara, y el espíritu con el que hizo contrato, Corticarte Apa Lagranges, y sus amigos, en su vida cotidiana y el trabajo. También gira en torno a los sentimientos del protagonista (Phoron Tatara) y su espíritu (Corticarte Apa Lagranges).

## Personajes
- Phoron Tatara: Es el protagonista de la historia es un chico tranquilo, inteligente, maduro y responsable; su instrumento es el piano, pero a pesar de tocar un instrumento tiene una voz extremadamente hermosa para ser un chico. Se preocupa mucho por Corticarte, está muy enamorado de ella.

- Corticarte Apa Lagrange: Amante de los huevos fritos, es una chica enérgica, con mucho carácter. es un espíritu de ocho alas (Reina Carmesí) conoció a phoron cuando este era un niño fue conmovida por su voz diciéndole en aquel instante linda canción, corticarte también es llamada la aniquiladora carmesí, fue el primer espíritu que se creó y se dice que el más poderoso entre los de alta clase, su control es muy difícil ya que solo 2 personas pudieron hacer un contrato con el y debido a que es el 1º espíritu creado posee la partitura divina que traerá la destrucción del mundo y la creación de otro idéntico.
- Perserte es una de las dos gemelas tiene una actitud muy firme se preocupa mucho por su hermana y al igual que ella también está enamorada de phoron.

- Prinesca es la herman gemela de perserte es muy tranquila suele arrojar su zapato a una persona si se enfada con ella, es medio espíritu dado que 7 años antes de la historia estuvo a punto de morir y el espíritu de su padre se fusionó con ella para que pudiese sobrevivir y está enamorada de phoron.

- Renbart es algo misterioso estudia en la misma escuela que los demás se da cuenta fácilmente de los sentimientos de la chicas y es muy talentoso(a pesar de ser tan talentoso no posee espíritu contratado) casi siempre lo puedes ver observando a phoron.

Además de otros muchos personajes, los enumerados anteriormente, hay muchos otros que serán cruciales en la trama.

## Terminología
Belst (聖獣 Seijū?)
Los Belst son espíritus con forma animal. Los espíritus con forma humanas son llamadosHumanubic'. Algunos espíritus pueden tener formas Humanubic y Belst. El significado literal de "圣獣" es "sagrado/bestia sagrada".
Commandia (神曲 Shinkyoku?)
Es la música interpretada por el Dantists para los espíritus. Con la música, los espíritus que hacen contrato con el Dantist pueden utilizar su verdadero poder, pero todos los espíritus disfrutar de una buena canción. Commandia es la expresión del alma del Dantist, y que cambiará de acuerdo con su desarrollo, ya sea para bien o para mal. A pesar de causar alegría, el Commandia podría funcionar como las drogas; es decir, si no lo escuchan durante mucho tiempo, puede llevarlo a un estado de locura. El significado literal de "神曲" es "Canción Divina".
Dantist (神曲楽士 Shinkyoku Gakushi?)
Son los capaces de reproducir las canciones divinas, o Commandia. Suelen tener una orquesta individual, que se pueden disfrazar como una maleta, o en l caso de Phoron, una moto. Pero un Dantist en realidad no depende de estos instrumentos. El significado literal de "神曲楽士" es "Músico de canciones divinas".
Humanubic (フマヌビック Fumanubikku?)
Se trata de espíritus con apariencia humana. Los espíritus con formas de animales se llaman "Belst". Existe también la forma Licanthro, en el que un espíritu posee tanto una forma humana y animal. Ejemplos de ello son Yardio y Blanca.
One-Man Orchestra (単身楽団 Tanshin Gakudan?)
Son los instrumentos utilizados por los Dantists en el continente de Polyphonica. Son similares a los instrumentos musicales de costumbre, pero a menudo más elaborados y están equipadas con un sistema informático. Estos instrumentos están destinados a permitir que los Dantists reproduzcan música a mayor escala, como una orquesta. Como la tecnología se vuelve más avanzada, la miniaturización de estos dispositivos está mejorando. Los saxofones o violines no son tan diferentes en tamaño en comparación con los instrumentos convencionales, pero el órgano de Phoron en la escuela es del tamaño de una mochila. Su moto en forma de One-Man Orchestra es una excepción.
Tsuge Divine Music Player Office (ツゲ神曲楽士派遣事務所 Tsuge Shinkyoku Gakushi Haken Jimusho?)
La oficina en donde Phoron, Renbart, Perserte y Prinesca trabajan. Eufinley es la jefa de esta oficina.

## Medios

### Novela visual
Se han publicado 5 novelas visuales, en 3 series diferentes.
Polyphonica Crimson series
Shinkyoku Sōkai Polyphonica ~Episode 1&2 Box Edition~ - 28 de abril de 2006
Shinkyoku Sōkai Polyphonica ~Episode 3&4 Box Edition~ - 25 de mayo de 2007
Polyphonica Black series
Shinkyoku Sōkai Polyphonica THE BLACK ~Episode 1&2 Box Edition~ - 10 de agosto de 2007
Polyphonica White series
Shinkyoku Sōkai Polyphonica Memories White ~First Emotion~ 29 de junio de 2007
Shinkyoku Sōkai Polyphonica Memories White ~Endless Aria~ 13 de julio de 2007

### Novela ligera
Después de la novela visual, La serie de Shinkyoku Sōkai Polyphonica se expandió con una serie de novelas ligeras. Las historias están conectadas entre sí, y comparten el mismo universo. Las novelas son publicadas por GA Bunko , una división de Softbank Creative. Actualmente, hay cuatro series en marcha, cada uno se identifica por los colores. La serie Negro que ocurre en la misma línea de tiempo como la serie Carmesí, que sigue a los personajes principales del juego. La serie Blanco parece tener lugar en un pasado lejano.
| Polyphonica Crimson series Historia: Ichirō Sakaki / Ilustraciones: Noboru Kannatsuki 1. Wayward Crimson - 15 de enero de 2006 (ISBN 978-4-7973-3443-2) 2. Romantic Crimson - 15 de mayo de 2006 (ISBN 978-4-7973-3582-8) 3. Spurting Crimson - 15 de septiembre de 2006 (ISBN 978-4-7973-3582-8) 4. Struggle Crimson - 15 de octubre de 2006 (ISBN 978-4-7973-3780-8) 5. Beginning Crimson - 15 de mayo de, 2007 (ISBN 978-4-7973-4061-7) Polyphonica Black series Historia: Junichi Ōsako / Ilustraciones: BUNBUN 1. Inspector Black - 15 de junio de 2006 (ISBN 978-4-7973-3614-6) 2. Silent Black - 15 de agosto de 2006 (ISBN 978-4-7973-3714-3) 3. Player Black - 15 de diciembre de 2006 (ISBN 978-4-7973-3899-7) 4. Triangle Black - 15 de marzo de 2007 (ISBN 978-4-7973-4054-9) | Polyphonica White series Historia: Madoka Takadono / Ilustraciones: Kinako Hiro 1. Eternal White - 15 de julio de 2006 (ISBN 978-4-7973-3673-3) 2. Infinity White - 15 de noviembre de 2006 (ISBN 978-4-7973-3782-2) 3. Missing White - 15 de abril de 2007 (ISBN 978-4-7973-4056-3) Polyphonica Blue series Historia: Toshihiko Tsukiji / Ilustraciones: Eiji Usatsuka 1. Excite Blue - 15 de febrero de 2007 (ISBN 978-4-7973-4053-2) 2. Fugitive Blue - 15 de junio de 2007 (ISBN 978-4-7973-4162-1) Compilation 1. Marble - 15 de enero de 2007 (ISBN 978479733900-4) |

### Manga
Escrito por Ichiro Sakaki e ilustrado por Tomo Hirokawa, la adaptación a manga titulada Cardinal Crimson (カーディナル・クリムゾン Kādinaru Kurimuzon?) comenzó a distribuirse a través de la web en marzo de 2007 en FlexComix Blood.[cita requerida] Tomo Hirokawa diseñó postales de año nuevo para el 2008. Se anunció el lanzamiento de una versión en inglés, hecha por CMX Manga, con el primer volumen previsto para mayo de 2010.

### Anime
T.O Entertainment adaptó a Shinkyoku Sōkai Polyphonica en una serie de anime de doce episodios dirigidos por Junichi Watanabe y Masami Shimoda y escrito por Ichiro Sakaki. El 6 de febrero de 2007, un mes después de que la primera adaptación del manga fuera anunciada, la adaptación a anime fue anunciada. Televisado en TBS, la serie se estrenó el 3 de abril de 2007 y salió al aire semanalmente hasta su conclusión el 19 de junio de 2007. La música fue compuesta por Hikaru Nanase. Dos piezas musicales fueron usadas para el anime. "Apocrypha" es realizada por eufonius como tema de apertura. "Concordia" (コンコルディア Konkorudia?) se lleva a cabo por kukui como el tema de cierre.
Diomedea adaptó la serie en otra temporada titulado Shinkyoku Sōkai Polyphonica Crimson S, dirigida por Toshimasa Suzuki y escrita por Kenichi Kanemaki, que no es una continuación de la primera y se acerca a la adaptación de novelas ligeras del mismo nombre hechas por Ichiro Sakaki y Noboru Kannatsuki. El sitio web oficial se lanzó el 11 de noviembre de 2008 y publicó el vídeo promocional el 23 de marzo de 2009 con el tema de apertura del anime, pero no contiene imágenes del anime actual. La serie se estrenó en TVK y TVS el 4 de marzo de 2009 y actualmente se emite semanalmente.[cita requerida] La serie también fue transmitida en AT-X, Gifu Broadcasting, MBS, y Mie TV. La música está dirigida por Jin Aketagawa y compuesta por Magic Capsule. Dos tema musicales fueron usadas para el anime. "Phosphorous" es realizada por eufonius como tema de apertura. Koi no Uta (こいのうた?) es realizada por Haruka Tomatsu como ending.
La primera adaptación del anime ha sido adquirida para el lanzarse en América del Norte por Sentai Filmworks, y será distribuida por la nueva compañía, Section23 Films. La colección completa se dio a conocer el 17 de noviembre de 2009.

### Juego de rol
Un juego de rol, publicado por GA Bunko, salió a la venta en Japón en agosto de 2008. El juego está diseñado por Takashi Osada y FarEast Amusement Research, y utiliza el Standard RPG System. El escenario de campaña, se basa principalmente en la serie de Polyphonica Crimson.

## Música
Crimson Series
Tema musical: "Crimson Calling" por Rita (Ep 1 & 2)
"Crimson Calling (Ending Ver.)" por Rita (Ep 3 & 4)
Insert song: "Song of Wave" por Yuiko (Ep 3&4)
Ending: "Crimson Reason" por Rita (Ep 3 & 4)
Black Series
Tema musical: "Hurting Heart" por fripSide
White Series
Tema musical: "Until I Forget You" (僕がきみを忘れるまで Boku ga Kimi o Wasureru Made?) por Eri Kitamura

### CD
Opening: "Apocrypha" por eufonius - 25 de abril de 2007
Ending: "Concordia" (コンコルディア Konkorudia?) por kukui - 23 de mayo de 2007
Game Original Soundtrack: 25 de mayo de 2007
Anime Original Soundtrack - Atmosphere: 27 de junio de 2007, compuesta por Hikaru Nanase